# زیناکونگو
زیناکونگو شهری در شهرستان اوری در استان باله در بورکینافاسوی جنوبی است و جمعیت آن ۱۲۷۲ نفر است.